# Rytigynia obscura
Rytigynia obscura är en måreväxtart som beskrevs av Robyns. Rytigynia obscura ingår i släktet Rytigynia och familjen måreväxter. Inga underarter finns listade i Catalogue of Life.